# Даизен Маеда
Даизен Маеда (на японски: 前田 大然 роден на 20 октомври 1996 г. в Тайси, Осака), е японски футболист, който играе на поста нападател. Играе за шотландския Селтик  и националния отбор по футбол на Япония. Участник на Мондиал 2022.

### Селтик
- Шампион на Шотландия (4): 2021/22, 2022/23, 2023/24, 2024/25
- Купа на Шотландия (2): 2022/23, 2023/24
- Купа на Лигата (2): 2022/23, 2024/25

### Япония до 23 г.
- Сребърен медалист от Летните Азиатски игри (1): 2018

### Япония
- Сребърен медалист от Купа Кирин (1): 2022